# Georges Diéterle
Pour les articles homonymes, voir Dieterle.
Georges Pierre Diéterle, né le 25 mars 1844 à Paris et mort le 30 juillet 1937 à Criquebeuf-en-Caux, est un architecte et peintre français.

## Biographie
Fils ainé du peintre et décorateur Jules Diéterle (1811-1889), Georges Diéterle se destine d'abord à l'architecture. Il est élève de Simon-Claude Constant-Dufeux à l'École des beaux-arts de Paris. Il dessine le pavillon de la Compagnie des Indes de l'Exposition universelle de 1867 à Paris. En 1872, il transforme une ancienne corderie d'Yport en manoir de style éclectique, le Manoir Laurens, pour le peintre Jean-Paul Laurens.
Une maladie le décide en 1872 à s'orienter vers la peinture. En 1870, il achète une ferme à Criquebeuf-en-Caux, entre Fécamp et Yport où son père avait déjà fait construire la villa des Charmilles. Se retrouvent à cette époque à Yport de nombreux peintres qui constituent l'informelle académie d'Yport . Il reçoit Corot chez lui en 1872, un peintre qui l'inspire et qu'il appellera « Papa Corot ». Son influence est très visible, notamment dans Masure à Saint-Léonard qu'il présente au Salon de 1878. Il s'intéresse beaucoup à la vie cauchoise et réalise des séries de photographies à caractère pratiquement ethnographiques, certaines seront un support pour ses tableaux.
Il prend part dès 1874 au Salon des artistes français où il obtient une mention honorable en 1883. Il remporte aussi une médaille de bronze à l'Exposition universelle de Paris de 1889 et à celle de 1900 et est fait chevalier de la Légion d'honneur en 1897. Il présente au Salon de 1929 les toiles Les Terre-neuviers au repos l'hiver, dans le bassin de Fécamp (lever de lune) et Sur la falaise de Criquebœuf-en-Caux.
Vers la fin de sa carrière, la Ville du Havre lui commande une Vue de l'ancien port, toile de 2,90 × 4,40 m pour décorer l'hôtel de ville ; le tableau sera détruit lors des bombardements du Havre en 1944.
Georges Diéterle devient maire de Criquebeuf en 1881 et conseiller d'arrondissement, succédant à Alfred Numès de 1893 à 1925. Il est conservateur du musée de Peinture et d'Art régional à Fécamp (avant sa fusion dans le musée des Pêcheries) jusqu'en 1931. Il est nommé chevalier de la Légion d'honneur en avril 1897.
Georges Diéterle est le père d'Alice Diéterle (1881-1951) et de la sculptrice et peintre Yvonne Diéterle (1882-1974) qui épousa le peintre et ami de son père, Jean-Pierre Laurens en 1912.

## Œuvres dans les collections publiques
- Fécamp, musée des Pêcheries : Masure à Saint-Léonard, 1878, huile sur toile[3].
- Rouen, musée des Beaux-Arts :
  - Le Calvaire de Criquebeuf, huile sur toile[10] ;
  - La Valleuse, vers 1896, huile sur toile[11] ;
  - Moisson, huile sur toile[12] ;
  - Devant les reliques de saint Georges, avant 1880, huile sur toile[13].
- Troyes, musée Saint-Loup :
  - La Vague, avant 1918, huile sur toile[14] ;
  - Une falaise, avant 1918, huile sur toile[15].

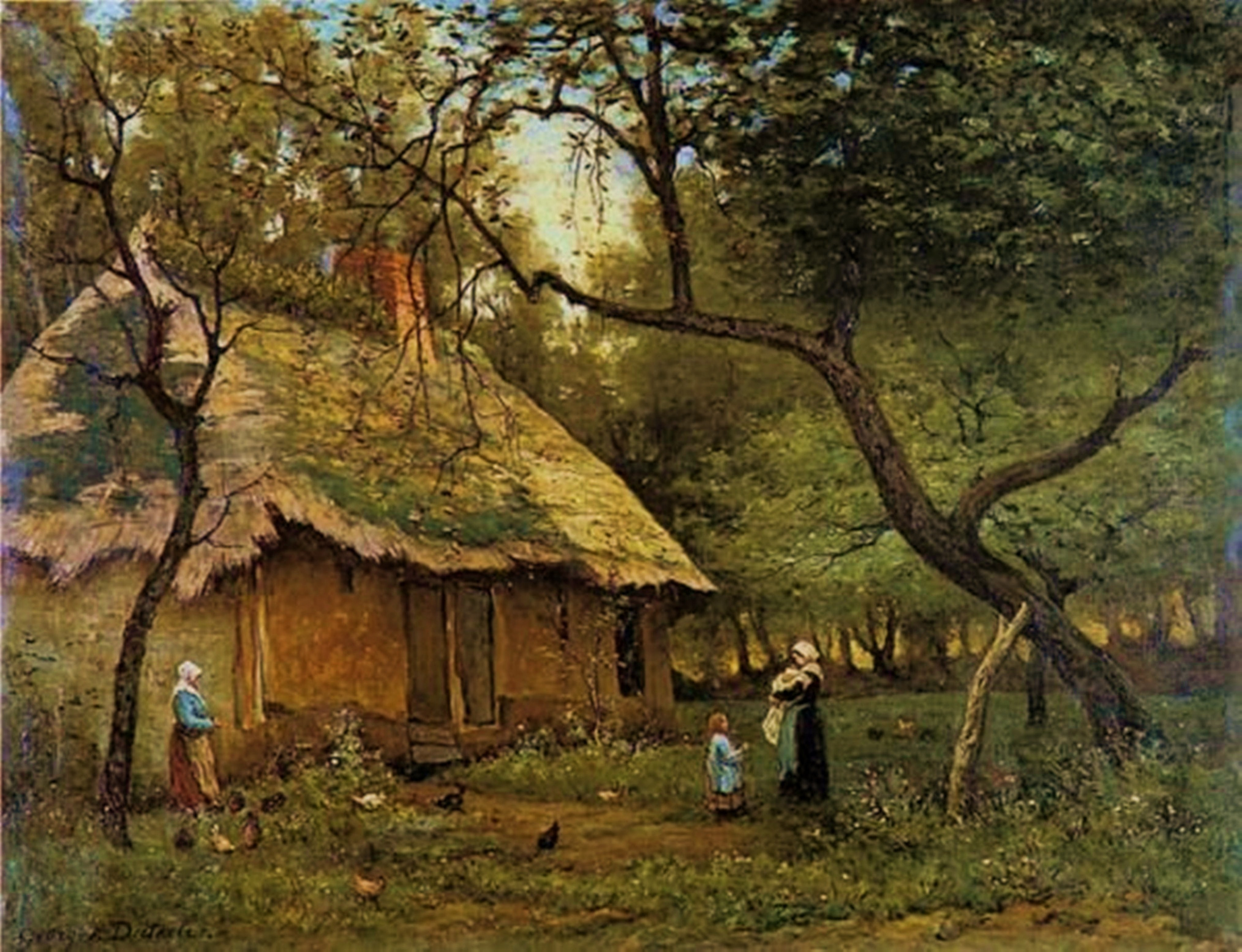
Masure à Saint-Léonard (1878), Fécamp, musée des Pêcheries.
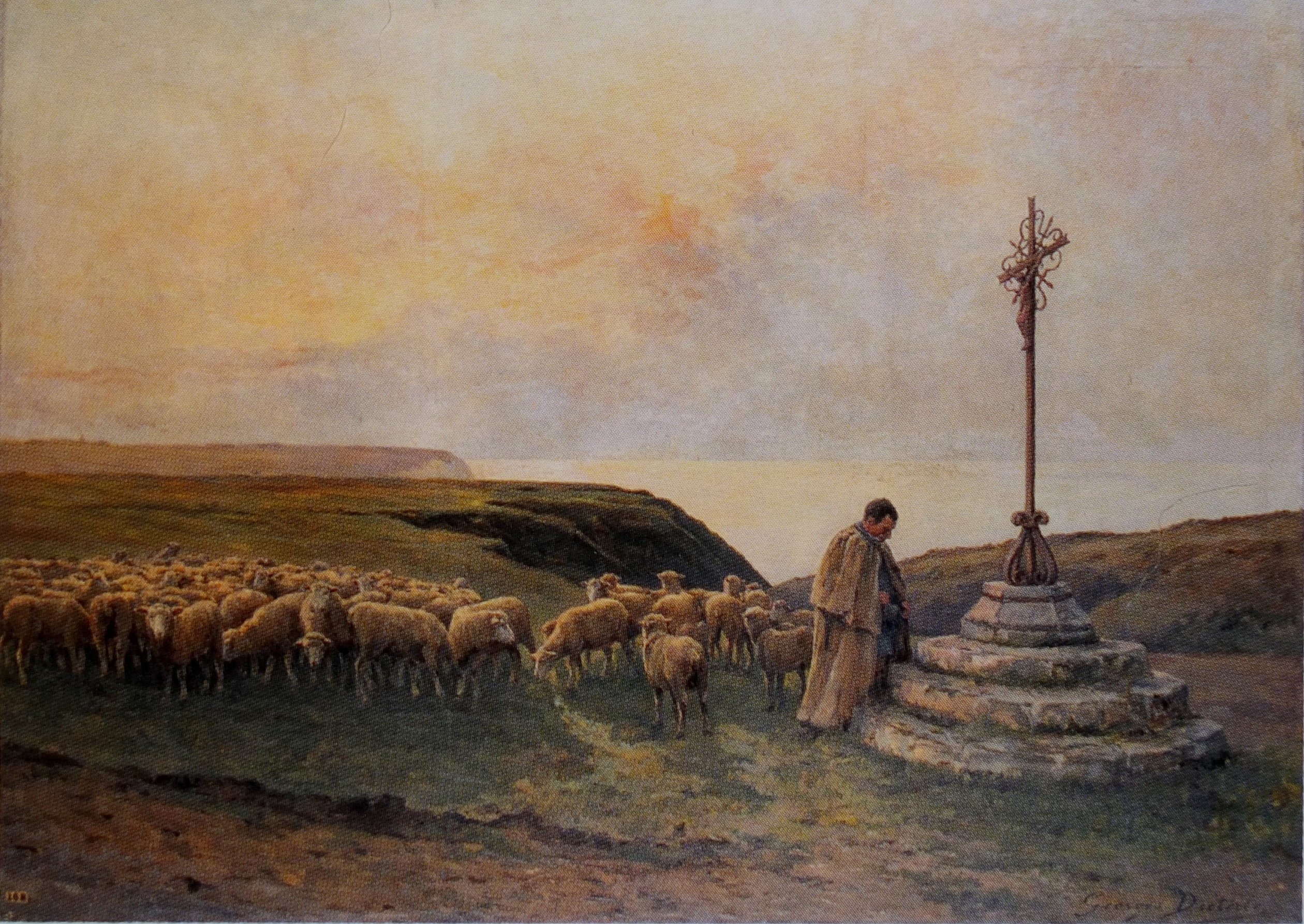
Le Calvaire de Criquebeuf (1892), musée des Beaux-Arts de Rouen.